# Moréac
Moréac település Franciaországban, Morbihan megyében. Lakosainak száma 3692 fő (2022. január 1.). Moréac Réguiny, Radenac, Saint-Allouestre, Bignan, Locminé, Plumelin és Évellys községekkel határos.

## Népesség
A település népességének változása:
| Lakosok száma | 2593 | 2766 | 2920 | 3395 | 3846 | 3759 | 3765 | 3733 | 3703 | 3692 |
|               | 1968 | 1982 | 1990 | 2006 | 2013 | 2015 | 2017 | 2019 | 2020 | 2022 |